# Депутати від Польщі в Європейському парламенті 2009—2014
Вибори до Європейського парламенту скликання 2009—2014 років відбулися в Польщі 7 червня 2009 року. Було обрано 50 депутатів. Відповідно до Лісабонського договору, який набрав чинності 1 грудня 2009, польське представництво збільшилось на одного депутата й становить 51 особу. 

## Список депутатів
У таблиці вказані:
- депутат
- політична сила, за списком якої обраний
- депутатська група (фракція) Європарламенту, до якої увійшов.

| Ім'я                                   | Партія / блок                           | Депутатська група                            |
| -------------------------------------- | --------------------------------------- | -------------------------------------------- |
| Адам Бєлян                             | Право і справедливість                  | Європейські консерватори та реформісти       |
| Пйотр Борис                            | Громадянська платформа                  | Група Європейської народної партії           |
| Аркадіуш Братковський:(дообраний 2011) | Польська народна партія                 | Група Європейської народної партії           |
| Єжи Бузек                              | Громадянська платформа                  | Група Європейської народної партії           |
| Тадеуш Циманський                      | Право і справедливість                  | Європа свободи та демократії                 |
| Ришард Чарнецький                      | Право і справедливість                  | Європейські консерватори та реформісти       |
| Лідія Ґерінґер де Еденберґ             | Альянс демократичних лівих — Союз праці | Прогресивний альянс соціалістів і демократів |
| Адам Ґєрек                             | Альянс демократичних лівих — Союз праці | Прогресивний альянс соціалістів і демократів |
| Марек Ґробарчик                        | Право і справедливість                  | Європейські консерватори та реформісти       |
| Анджей Ґжиб                            | Польська народна партія                 | Група Європейської народної партії           |
| Ружа Тун                               | Громадянська платформа                  | Група Європейської народної партії           |
| Малґожата Гандзлік                     | Громадянська платформа                  | Група Європейської народної партії           |
| Йоланта Гібнер                         | Громадянська платформа                  | Група Європейської народної партії           |
| Данута Гюбнер                          | Громадянська платформа                  | Група Європейської народної партії           |
| Данута Язловецька                      | Громадянська платформа                  | Група Європейської народної партії           |
| Сидонія Єнджеєвська                    | Громадянська платформа                  | Група Європейської народної партії           |
| Філіп Качмарек                         | Громадянська платформа                  | Група Європейської народної партії           |
| Ярослав Калиновський                   | Польська народна партія                 | Група Європейської народної партії           |
| Міхал Камінський (політик)             | Право і справедливість                  | Європейські консерватори та реформісти       |
| Лєна Колярська-Бобінська               | Польська народна партія                 | Група Європейської народної партії           |
| Павел Коваль                           | Право і справедливість                  | Європейські консерватори та реформісти       |
| Ян Козловський:(з березня 2010)        | Громадянська платформа                  | Група Європейської народної партії           |
| Яцек Курський                          | Право і справедливість                  | Європа свободи та демократії                 |
| Януш Левандовський:(до лютого 2010)    | Громадянська платформа                  |                                              |
| Ришард Леґутко                         | Право і справедливість                  | Європейські консерватори та реформісти       |
| Богуслав Ліберадський                  | Альянс демократичних лівих — Союз праці | Прогресивний альянс соціалістів і демократів |
| Кшиштоф Лісек                          | Громадянська платформа                  | Група Європейської народної партії           |
| Ельжбета Лукацієвська                  | Громадянська платформа                  | Група Європейської народної партії           |
| Богдан Марцінкевич                     | Громадянська платформа                  | Група Європейської народної партії           |
| Марек Міґальський                      | Право і справедливість                  | Європейські консерватори та реформісти       |
| Славомир Нітрас                        | Громадянська платформа                  | Група Європейської народної партії           |
| Ян Ольбрихт                            | Громадянська платформа                  | Група Європейської народної партії           |
| Войцех Олейнічак                       | Альянс демократичних лівих — Союз праці | Прогресивний альянс соціалістів і демократів |
| Мирослав Пйотровський                  | Право і справедливість                  | Європейські консерватори та реформісти       |
| Томаш Поремба                          | Право і справедливість                  | Європейські консерватори та реформісти       |
| Яцек Протасевич                        | Громадянська платформа                  | Група Європейської народної партії           |
| Яцек Саріуш-Вольський                  | Громадянська платформа                  | Група Європейської народної партії           |
| Йоанна Сенишин                         | Альянс демократичних лівих — Союз праці | Прогресивний альянс соціалістів і демократів |
| Чеслав Сєкерський                      | Польська народна партія                 | Група Європейської народної партії           |
| Марек Сівець                           | Альянс демократичних лівих — Союз праці | Прогресивний альянс соціалістів і демократів |
| Йоанна Скшидлевська                    | Громадянська платформа                  | Група Європейської народної партії           |
| Богуслав Сонік                         | Громадянська платформа                  | Група Європейської народної партії           |
| Конрад Шиманський                      | Право і справедливість                  | Європейські консерватори та реформісти       |
| Рафал Тшасковський                     | Громадянська платформа                  | Група Європейської народної партії           |
| Ярослав Валенса                        | Громадянська платформа                  | Група Європейської народної партії           |
| Яцек Влосович                          | Право і справедливість                  | Європа свободи та демократії                 |
| Януш Войцеховський                     | Право і справедливість                  | Європейські консерватори та реформісти       |
| Павел Залевський                       | Громадянська платформа                  | Група Європейської народної партії           |
| Артур Засада                           | Громадянська платформа                  | Група Європейської народної партії           |
| Януш Земке                             | Альянс демократичних лівих — Союз праці | Прогресивний альянс соціалістів і демократів |
| Збіґнев Зьобро                         | Право і справедливість                  | Європа свободи та демократії                 |
| Тадеуш Звєфка                          | Громадянська платформа                  | Група Європейської народної партії           |